# Espartinas
Espartinas is een gemeente in de Spaanse provincie Sevilla in de regio Andalusië met een oppervlakte van 23 km². In 2007 telde Espartinas 10.485 inwoners.

## Demografische ontwikkeling
Bron: INE; 1857-2011: volkstellingen